# Keld Hjortø
Keld Hjortø (29. maj 1909 i Vordingborg – 18. februar 1945 på Bispebjerg Hospital) var en dansk skolemand og modstandsmand.

## Karriere
Han var søn af forfatteren Knud Hjortø og blev ansat ved Akademisk Studenterkursus i København. I 1942 avancerede han til skolens leder, hvor han fik lejlighed til at vise sit nationale sindelag. Hjortø havde flere gange fået frigivet elever, som var blevet anholdt af værnemagten, og han prøvede at tale tyskvenlige elever fra at støtte nazisterne. En af disse elever var Franz Lomborg, som var blevet knyttet til Birkedalgruppen, der blev ledet af Gestapos torturbøddel Ib Birkedal Hansen, via sin nazistiske fætter, Helge Keil. Lomborg var stikker, og den 15. februar 1945 blev han likvideret af tre modstandsfolk fra Holger Danske nær sit hjem i Vognmandsmarken på Østerbro.

## Mordet
Helge Keil og Ib Birkedal Hansen mistænkte straks Keld Hjortø for at have angivet Franz Lomborg, selvom den virkelige angiver snarere var Birkedals lokkedue Adda. Den 16. februar tog Helge Keil sammen med John Kolling og Finn Prehn ud til Keld Hjortøs privatadresse på Grøndals Parkvej i Vanløse. De ringede på ved ellevetiden om aftenen, men parret Hjortø fornemmede, at det var ubudne gæster og lukkede ikke op. De tre mænd fra Birkedalgruppen begyndte så at brække hoveddøren op med værktøj, og Keld Hjortø åbnede derpå døren. Prehn affyrede tre skud mod Hjortø, som flygtede ind i stuen. Keil affyrede dernæst sin maskinpistol mod den liggende mand og råbte "Tak for sidst!".
To dage senere døde han på Bispebjerg Hospital. Han efterlod sig to små børn og blev begravet på Vestre Kirkegård.
Hjortø er mindet på en mindetavle opsat på La Cours Vejs Skole, Emil Christian Hansens Vej 6 på Frederiksberg.